# Tundrafotblomfluga
Tundrafotblomfluga (Platycheirus subordinatus) är en tvåvingeart som först beskrevs av Becker 1915.  Tundrafotblomfluga ingår i släktet fotblomflugor, och familjen blomflugor. Enligt den finländska rödlistan är arten sårbar i Finland. Arten är reproducerande i Sverige. Artens livsmiljö är kalfjäll. Inga underarter finns listade i Catalogue of Life.